# Calamosternus granarius
Calamosternus granarius är en skalbaggsart som beskrevs av Carl von Linné 1767. Calamosternus granarius ingår i släktet Calamosternus och familjen Aphodiidae. Inga underarter finns listade.